# António Oliveira
António Luís Alvares Ribeiro Oliveira (Penafiel, 10 giugno 1952) è un allenatore di calcio ed ex calciatore portoghese, di ruolo centrocampista.

## Carriera

### Calciatore
Calcisticamente cresciuto nel settore giovanile del Porto, Oliveira ha debuttato in prima squadra nel 1970 e vi è rimasto per dieci anni, fatta eccezione per una breve parentesi in Spagna con la maglia del Real Betis; successivamente ha militato nel Penafiel, nello Sporting Lisbona e nel Marítimo.

### Allenatore
Oliveira è stato il commissario tecnico della nazionale portoghese tra il 1994 e il 1996 e, di nuovo, tra il 2000 e il 2002; alla guida dei lusitani ha disputato il campionato europeo del 1996 e il campionato mondiale del 2002, ottenendo risultati deludenti.
In carriera ha allenato anche Vitória Guimarães, Académica, Gil Vicente, Sporting Braga, Porto, Real Betis e Al-Faisaly.

## Palmarès

### Calciatore
- Campionato portoghese: 2

Porto: 1977-1978
Sporting Lisbona: 1981-1982
- Coppa portoghese: 2

Porto: 1976-1977
Sporting Lisbona: 1981-1982
- Supercoppa portoghese: 1

Sporting Lisbona: 1982

### Allenatore
- Campionato portoghese: 2

Porto: 1996-1997, 1997-1998
- Coppa portoghese: 1

Porto: 1997-1998